# Álvaro Noboa
Álvaro Fernando Noboa Pontón (Guayaquil, 21 novembre 1950) è un politico e imprenditore ecuadoriano.
Nelle elezioni del 1998 si candidò senza successo, col sostegno del Partito Roldosista Ecuadoriano, alla carica di Presidente della Repubblica; quindi, dopo aver fondato il Partito Rinnovatore Istituzionale di Azione Nazionale, ripresentò la propria candidatura alle elezioni del 2002, del 2006, del 2009 e del 2013, sempre senza successo. Nel 2007, tuttavia, è stato eletto membro dell'assemblea nazionale. 
Ha ereditato la sua fortuna dal padre Luis Noboa Naranjo. Nel 1997 ha acquisito il controllo della holding di famiglia, la Fruit Shippers Ltd., vincendo legittimamente anche una battaglia legale con i suoi fratelli per il controllo dell'azienda. Ha fondato tra l'altro la Exportadora Bananera Noboa, con la quale ha fatto fortuna fino a divenire l'ecuadoriano più ricco nell'ultimo decennio del XX secolo Dirige il Noboa Group of Companies e la Noboa Corporation, con più di 110 società in Ecuador e nel mondo, comprese filiali negli Stati Uniti, Anversa, Roma, Giappone, Argentina e Nuova Zelanda

## Biografia
Figlio di Luis Noboa Naranjo e Isabel Pontón Ávila, ha completato gli studi primari presso il Colegio La Salle di Guayaquil e secondari presso il prestigioso Le Rosey Institute in Svizzera. Si è quindi laureato in giurisprudenza presso l'Università di Guayaquil, svolgendo anche studi superiori di management presso l'American Management Association di New York. 

## La successione
Ha iniziato a lavorare da quando aveva 19 anni. Nel 1997 ha preso il controllo della holding di famiglia sconfiggendo anche i fratelli in una causa legale.
Secondo la rivista Forbes, gli eredi di Luis Noboa hanno speso 20 milioni di dollari in spese legali culminate in una sentenza di un tribunale britannico: "Nel novembre 2002 un giudice di Londra ha stabilito che Álvaro possedeva giustamente una partecipazione del 49% in Fruit Shippers Ltd., la holding di famiglia. Quella quota vale $ 300 milioni, stimiamo". Noboa afferma che i suoi beni valgono almeno 1 miliardo di dollari. "È stata una vittoria piena", ha sostenuto Noboa.
Dalla sentenza della corte: 
"L'attività principale di Luis Noboa Naranjo era l'esportazione di banane. Ma al momento della sua morte i suoi interessi includevano anche il caffè, la raffinazione dello zucchero, la macinazione della farina, le spedizioni, le banche, le assicurazioni e le bevande analcoliche. La principale azienda ecuadoriana impegnata nel settore delle banane l'attività era Exportadora [sic.] Bananera Noboa SA (EBN). L'ultima holding e la società che deteneva la maggior parte delle attività all'estero era [Fruit Shippers Ltd.] una società costituita alle Bahamas."
Secondo lo studio legale Cadwalader, Wickersham & Taft il giudice Justice Langley ha respinto le prove delle sorelle e ha ritenuto che le loro prove non fossero veritiere e "erano state chiaramente smascherate come incoerenti, prive di coerenza e del tutto inaffidabili".

## Attività imprenditoriale
Nel 1973, Noboa ha fondato Promandato Global SA, una società che riunisce diverse società immobiliari considerate una delle più grandi società in Ecuador.
Nel 1988 ha fondato "Revista La Verdad" , una rivista mensile. Il 22 aprile 1988 ha fondato il Banco del Litoral, una delle banche più affidabili dell'Ecuador. 
Il 22 luglio 1988 ha fondato la Global Financing Company e altre società di investimento su scala internazionale. Tutte queste società e imprese insieme divennero note come [Grupo de Empresas Ab. Alvaro Noboa P.]
Dal 2003 Alvaro Noboa partecipa all'incontro annuale degli imprenditori latinoamericani. Il summit è nato nel 2003 per iniziativa del messicano Carlos Slim. L'incontro non aveva lo scopo di discutere i loro problemi commerciali, ma piuttosto di affrontare questioni sociali nel paese. Si è tenuto a Messico 2003, Repubblica Dominicana 2004, Brasile 2005, Argentina 2006, Cile 2007 e Panamá 2008. 

### Conflitti con il fisco
È stato destinatario di molteplici denunce e richieste di decine di milioni di dollari da parte del fisco ecuadoriano, al quale avrebbe dovuto versare somme non pagate per la sua impresa esportatrice di banane.

#### Expordadora Bananera Noboa
La principale azienda di Noboa in Ecuador, Expordadora Bananera Noboa, ha affrontato a febbraio 2009 una valutazione di 300 milioni di dollari (l'Ecuador è stato dollarizzato nel 2000) imposta dall'agenzia delle entrate governativa dell'Ecuador, l'SRI, per differenze nel prezzo della scatola di banane (il business delle banane ecuadoriane è regolato dal governo che fissa i prezzi pagati ai produttori per le banane, il costo di esportazione e il prezzo FOB di riferimento).
I rappresentanti di Bananera Noboa hanno affermato che i prezzi all'esportazione rientravano nella gamma dei prezzi all'esportazione di altri esportatori, secondo le informazioni della Banca centrale dell'Ecuador. L'audit, condotto da TP Consulting (incaricata di effettuare uno studio sui prezzi di trasferimento di Bananera Noboa), ha rivelato un importo da pagare di US $ 139.949,00. Nel 2011 Noboa ha dichiarato che l'impresa non era in fallimento e che l'attività commerciale sarebbe continuata regolarmente.

### Tasse arretrate
Nel marzo 2005, il governo dell'Ecuador ha chiuso una delle società di Noboa, Elaborados de Café, un'azienda di lavorazione del caffè, per non aver presentato una dichiarazione dei redditi. Inoltre, il governo ha stabilito che un'altra società Noboa, Frutería Jambelí Frujasa, doveva quasi 20 milioni di dollari di tasse arretrate, inclusi circa 7 milioni di dollari a causa degli interessi maturati. L'importo è stato calcolato nell'ambito di una verifica delle 114 aziende di Noboa. Un giornale ha contattato l'azienda e gli è stato detto dai dipendenti che non esisteva più. Il numero era quello della Corporacion Noboa. 
Altre imprese Noboa sono state informate che dovevano tasse, tra cui: Industrial Molinera, un mulino, ($ 2,4 milioni), Compañía Nacional de Plásticos, un'azienda di produzione di plastica, ($ 1,1 milioni), e Manufacturas de Cartón, una fabbrica di scatole di cartone, (3,1 milioni di dollari). Un membro del partito di Noboa e membro del congresso dell'Ecuador, Sylka Sanchez, ha definito gli audit "ricatto" e ha detto che gli arretrati sono venuti alla luce dopo che Noboa ha rifiutato di unirsi a una coalizione legislativa guidata dall'allora presidente dell'Ecuador Lucio Gutierrez. 
Il direttore delle entrate interne dell'Ecuador, Vicente Saavedra, ha negato che Noboa fosse stato individuato e ha affermato che sono stati effettuati audit su un milione e mezzo di contribuenti. "Se questo è ciò che chiamano persecuzione, allora dovrebbe esserci una legge in modo che i politici non debbano pagare le tasse", ha detto a un giornale. 

### NYKCool
Un giudice di New York ha raccomandato una sentenza di default di 6,96 milioni di dollari contro Alvaro Noboa dopo che NYKCool, la filiale con sede a Stoccolma della giapponese NYK Line, ha chiesto a lungo il pagamento di un lodo arbitrale del 2011 per 8,79 milioni di dollari, più i costi, per un contratto di nolo (COA) crollato con società associate a Noboa, che controlla il marchio Bonita Banana.
Parte dei fondi sono stati alla fine raccolti dopo che il giudice distrettuale Lewis Kaplan, del tribunale federale di Manhattan, che funge da epicentro della battaglia legale, ha approvato una sentenza in contumacia contro l'esportatore di frutta Truisfruit collegato a Noboa. Truisfruit ha impugnato tale decisione. Gli avvocati di Noboa presso lo studio legale Paul Hastings hanno sostenuto che l'uomo d'affari multimilionario non era soggetto alla giurisdizione di un tribunale di New York.

### Società di comodo
Un'indagine del 2005 ha scoperto 99 società in Ecuador registrate a indirizzi fittizi. Tutti erano associati agli affari di Noboa.
Le aziende, con nomi come Dalioca, Domintini, Abacus e Carani, erano elencate negli archivi del Ministero del Lavoro dell'Ecuador come imprese terze di collocamento, che servivano altre aziende più grandi assumendo lavoratori per loro conto. Lo stesso numero di telefono è stato trovato negli archivi di tutte le società ed era collegato a una registrazione che diceva che la Corporacion Noboa era stata raggiunta. Quindi una persona ha chiamato il telefono e ha detto che nessuna società con quei nomi operava in quella posizione.
Le società di comodo sono state anche rintracciate a un indirizzo che corrispondeva a un magazzino abbandonato nella città di Guayaquil. Il fascicolo di una società, Empacadora Tropical, riportava il magazzino come indirizzo della Corporacion Noboa. Gli azionisti della società erano Fruit Shippers e New York Commodities, due società con sede rispettivamente in Canada e alle Bahamas.
Le società di comodo venivano utilizzate per eludere gli obblighi di lavoro da parte del datore di lavoro. Victoria Oliveira, direttrice delle comunicazioni del Grupo Noboa, ha dichiarato a un giornale che la società di Noboa non sapeva nulla di questi collegamenti. 

## Controversie di lavoro

### Lavoro minorile
Noboa Group è stato criticato in un'indagine di HRW sulle pratiche di lavoro minorile nell'industria delle banane. 
Nell'aprile 2002 Human Rights Watch ha pubblicato un rapporto in cui si afferma "di aver scoperto che bambini ecuadoriani di appena otto anni lavorano nelle piantagioni di banane in condizioni pericolose, mentre i lavoratori adulti temono di essere licenziati se cercano di esercitare il loro diritto di organizzarsi". Chiquita, Del Monte, Dole, Favorita e la compagnia di Noboa furono tutte accusate di essere riforniti da piantagioni in cui lavoravano bambini.
La società di Noboa ha risposto che non era vero poiché il lavoro minorile in ambito agricolo fa parte della cultura contadina esistente che non solo chiedeva ma esigeva l'esecuzione di qualche tipo di lavoro agricolo dai suoi fratelli durante le vacanze, per far quadrare i conti, e per evitare il vagabondaggio e quindi la possibilità di comportamenti delinquenziali. È stato messo in evidenza che il lavoro svolto da questi minori, e che soddisfaceva bisogni sociali e familiari, era sempre adeguato alla loro fascia di età e riceveva tutte le garanzie e le condizioni previste dalla legislazione sociale e del lavoro.
È stato detto al pubblico: "Da quando l'abolizione del lavoro minorile è diventata una realtà nelle aziende agricole, Noboa Corporation ha adottato misure correttive nella misura in cui il lavoro minorile è stato inesistente per molti anni nemmeno per i minori di 15-18 anni consentito dalla legge, a causa di attacchi politici coerenti che distorcono la verità della questione". 

### Accuse di sfruttamento lavorativo
Nel 2002 il New York Times ha fatto un servizio sulle condizioni di lavoro nelle piantagioni di Exportadora Bananera Noboa in Ecuador. L'articolo menzionava specificamente la piantagione di 12.100.000 m² nota come "Los Alamos" che impiegava circa 1.300 persone.
È stato riferito dalla stampa locale che i lavoratori di Los Alamos si sono iscritti al sindacato nel marzo 2002 e che per questo motivo l'azienda di Noboa ha deciso di espellerne 120. L'articolo affermava: “Quando i lavoratori hanno occupato parte del ranch, le guardie armate di fucili, alcune con il volto incappucciato, sono arrivate alle 2 del mattino del 16 maggio, secondo i lavoratori, e hanno aperto il fuoco su alcuni che si erano rifiutati di lasciare la fattoria, ferendone due".
Nonostante quanto espresso da alcuni media, la versione ufficiale è che il conflitto collettivo era illegittimo, poiché il numero di lavoratori con cui si sono formati i comitati speciali di sindacalizzazione non ha mai rappresentato il numero richiesto dalla legge, cioè la maggioranza.
È stato dichiarato illegale il comitato operaio, così come la dichiarazione di sciopero. I lavoratori coinvolti nel conflitto hanno commesso violazioni in azienda che hanno portato alla presentazione di una denuncia alle autorità competenti, per la quale è dovuta intervenire la polizia nazionale a salvaguardia del patrimonio aziendale. Una volta che i conflitti sono stati dichiarati nulli dalle autorità del lavoro, l'azienda ha reintegrato quei lavoratori coinvolti nel conflitto che lo desideravano.

## La Fondazione New Humanity

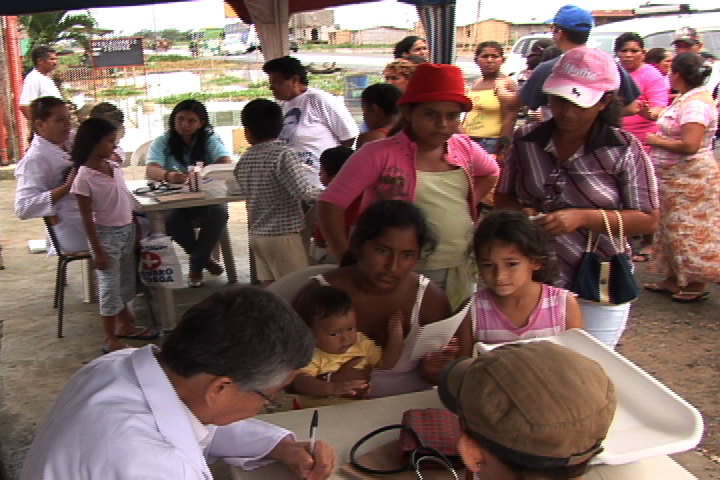
Attenzione medica a Babahoyo e Barreiro

Nel 1977 creò la New Humanity Crusade Foundation, per combattere "la miseria, la malattia, l'ignoranza, la debolezza spirituale, l'odio e altre disgrazie che affliggono l'uomo". Dopo 27 anni, la fondazione continua il suo lavoro. Poi, nel 1981, è stata fondata la Crociata d'Amore, Unione e Superamento della Nuova Umanità. Finora sono stati creati gruppi sindacali che lavorano nelle comunità a favore dei più bisognosi.

In onore al padre, il 25 gennaio 2006 a Guayaquil fondò il Museo Luis A. Noboa Naranjo, che contiene numerose opere d'arte collezionate da Luis Noboa nel corso della sua vita.